# Moritz Ebinger
Moritz Niklaus Ebinger (Bern, 12 augustus 1968) is een Zwitsers kunstenaar die sinds 1985 in Nederland woont en werkt.
Van 1985 tot 1988 volgde hij de opleiding aan de Rijksakademie van beeldende kunsten te Amsterdam.
Zoals zijn site vermeldt werkt Moritz Ebinger met knäckebröd, dans, inkt, performance, paardenbotten, pinautomaat, radio, tekenen, theater, papier, goud, koper, onderwaterfotografie, internet, neon, film, water etc. Reproducties van zijn werk, in het bijzonder ook zijn fascinatie voor goud, zijn te vinden in zijn boekuitgave Mi fen’na Gowtu. ArtGold.nl. สัาทอง, verschenen bij een expositie in Museum Kronenburg in 2014.

## Exposities en collecties
Het Museum of Modern Art (MoMA) in New York heeft werk van hem in de vaste collectie.
Ebinger heeft tekeningen, sculpturen, installaties en radio-programma's gemaakt, waaronder:
- Verbeke Foundation, BE
- Radiorood, live Radio at Museum Boijmans, NL
- Muurtekening, samen met Geerten Ten Bosch, Bibliotheek Maassluis, 2001
- Woud zonder genade, boek, magazine en tekeningen, 2006
- Hydra, sculptuur in het water, met fontein, in het Rietveldpark in de wijk Nesselande, Rotterdam, 2006
- Nestkast, keramiek, bij KBS de Regenboog, Woerden, 2008
- Centraal Museum Utrecht, NL meerdere solo expositie's o.a. als prijswinnaar van de TOUCHE prijs voor sculptuur

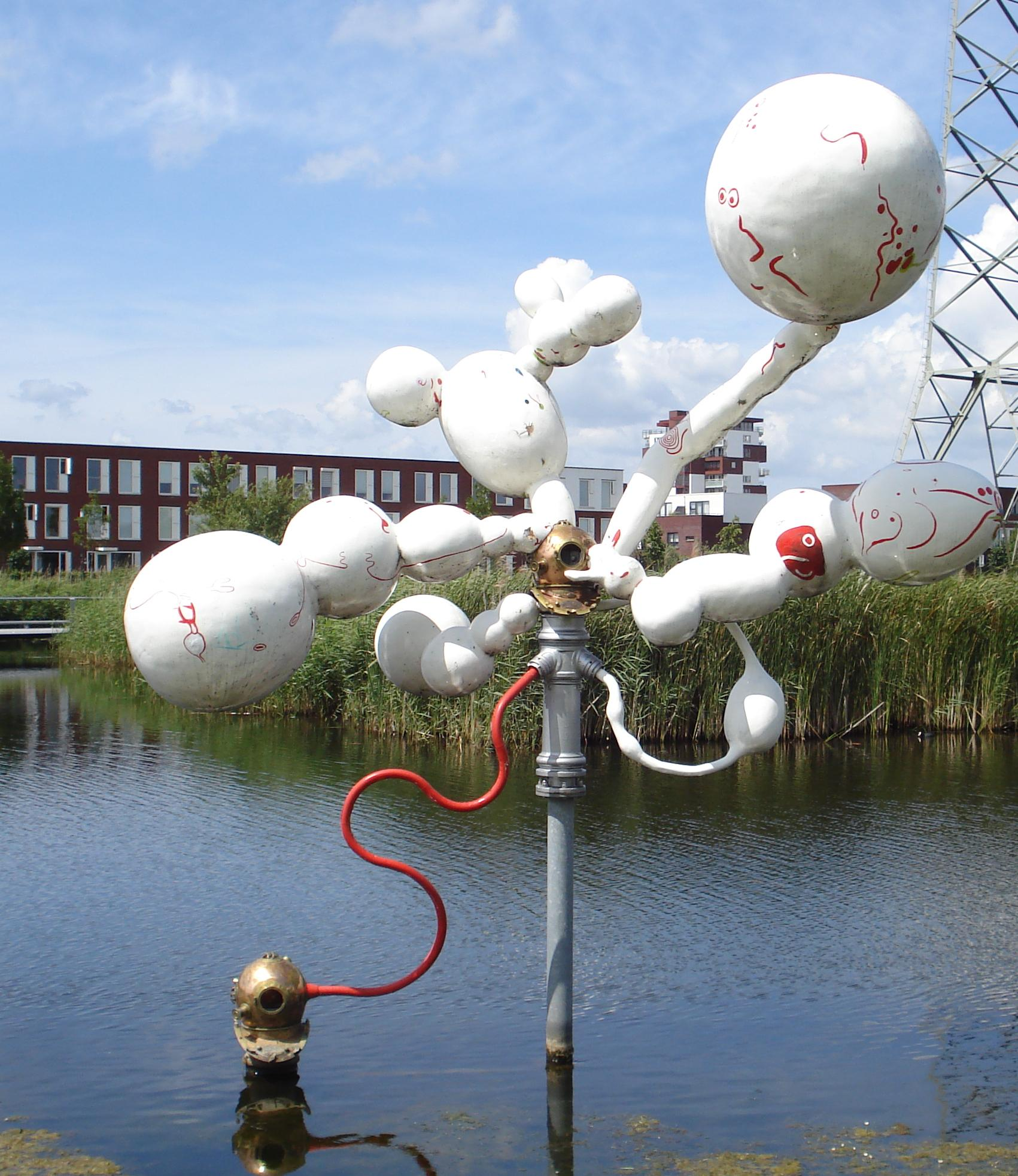
Hydra (Nesselande, Rotterdam)